# Такатани, Сосукэ
Сосукэ Такатани (яп. 高谷 惣亮, род. 5 апреля 1989, Кётанго, Киото, Япония) — японский борец вольного стиля, призёр чемпионата мира, призёр Кубка мира в команде, участник трёх Олимпийских игр.

## Спортивная карьера
В 2012 году принял участие в Олимпийских играх в Лондоне, но там стал лишь 15-м. На чемпионате мира 2013 года занял 7-е место. В сентябре 2014 года в Ташкенте стал серебряным призёром чемпионата мира, уступив в финале россиянину Денису Царгушу. В мае 2021 года в Софии на мировой отборочный турнир, одолев поляка Збигнева Барановского завоевал лицензию на домашние Олимпийские игры в Токио. В августе 2021 года на Олимпийских играх уступил на стадии 1/8 финала турку Осману Гёчену.

## Личная жизнь
Является старшим братом Даити Такатани, также борца, призёра чемпионата мира, серебряного призёра летней Олимпиады 2024 года в Париже.

## Достижения
- Олимпийские игры 2012 — 15;
- Чемпионат мира по борьбе 2014 — ;
- Олимпийские игры 2016 — 7;
- Кубок мира по борьбе 2018 (команда) — ;
- Чемпионат Японии по вольной борьбе 2018 — ;
- Чемпионат Японии по вольной борьбе 2019 — ;
- Чемпионат Японии по вольной борьбе 2020 — ;
- Олимпийские игры 2020 — 10;